# Raoul von Dombrowski

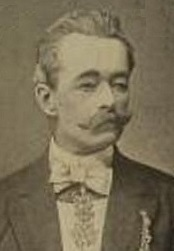
Raoul von Dombrowski

Raoul Ritter von Dombrowski (* 3. Juni 1833 in Prag; † 3. September 1896 in Wien; häufig auch gelistet als Raoul von Dombrowski und Raoul Ritter von Dombrowski zu Paprosz und Kruszwice) war ein österreichischer Forstwissenschaftler.

## Leben
Raoul Ritter von Dombrowski entstammte einem alten polnischen Adelsgeschlecht. Sein Vater Otto von Dombrowski war ein k.u.k. Rittmeister. Dombrowski erlangte seine erste schulische Bildung auf dem väterlichen Gut Habern bei Prag. Folgend besuchte er das akademische Gymnasium in Prag. Er trat in die österreichische Armee ein, verließ aber 1856 den Militärdienst als Oberleutnant und studierte Land- und Forstwissenschaft an der Landwirtschaftlichen Akademie Hohenheim. Bis 1872 lebte er auf seinen Gütern Úlice (Ullitz) und Jezná (Gesna) in Böhmen, die er 1872 verkaufte; dafür erwarb er die böhmischen Güter Kámen und Esche. 1876 siedelte Dombrowski nach Linz und 1877 nach Wien über. 1878 wurde er als Hofforstmeister in den Hofjagddienst der Habsburger berufen. 1883 zog er sich ins Privatleben zurück. Ab 1886 bearbeitete Raoul Ritter von Dombrowski unter anderem mit Fachautoritäten die Allgemeine Encyklopädie der gesamten Forst- und Jagdwissenschaften.
Raoul Ritter von Dombrowski war Vater von Ernst Ritter von Dombrowski (1862–1917), Robert Ritter von Dombrowski (1869–1932) und Karl Ritter von Dombrowski (1872–1951) sowie Großvater von Ernst von Dombrowski (Künstler) (1896–1985), Sohn von Ernst dem Älteren.

## Werke
- Harmvolle Lieder und harmlose Gedanken (anonym, Prag, 1862)
- Die Urproduktion und Industrie gegenüber den Forderungen unserer Zeit (2. Aufl., Prag, 1871)
- Das Reh. Ein monographischer Beitrag zur Jagdzoologie (Wien, 1876). ISBN 978-3-86444-332-9. Nachdruck des Originals. Salzwasser-Verlag, 2011
- Das Edelwild (Wien, 1878)
- Aus dem Tagebuch eines Wildtödters (Wien, 1878)
- Der Fuchs (Wien, 1883). ISBN 978-3-86444-330-5. Nachdruck des Originals. Salzwasser-Verlag, 2011
- Splitter (Wien, 1884)
- Lehr- und Handbuch für Berufsjäger (2. Aufl., Wien, 1888)
- Chronik der Jagdbeute (Leipzig, 1885)
- Waldbrevier (Leipzig, 1885)
- Der Wildpark (Wien, 1885)
- Die Geweihbildung der europäischen Hirscharten (Wien, 1885)
- Handbuch der Forstwissenschaft, Kapitel Jagd (Tübingen, 1888)
- Kronprinz Rudolf als Forscher und Weidmann (Wien, 1889)
- Das Jagdrevier (Tübingen, 1890)